# Fabrateria
Fabrateria – miasto Wolsków nad rzeką Trerus (dziś miejscowość San Giovanni w pobliżu Falvatera), zdobyte przez Rzymian w roku 335 p.n.e.